# Luca Schuler
Luca Schuler (Schwyz, 17 januari 1998) is een Zwitsers freestyleskiër die is gespecialiseerd in de slopestyle en de big air. Hij vertegenwoordigde zijn vaderland op de Olympische Winterspelen 2014 in Sotsji.

## Carrière
Bij zijn wereldbekerdebuut, in december 2013 in Copper Mountain, eindigde Schuler 20e op het onderdeel slopestyle. Tijdens de Olympische Winterspelen van 2014 in Sotsji eindigde Schuler op de 32e plaats op de slopestyle. 
Op 14 maart 2015 behaalde Schuler zijn eerste podiumplaats in een wereldbekerwedstrijd, dankzij een derde plaats op de slopestyle in Silvaplana. Op de wereldkampioenschappen freestyleskiën 2017 in de Spaanse Sierra Nevada eindigde de Zwitser als 29e op het onderdeel slopestyle.

## Resultaten

### Olympische Winterspelen
| Jaar | Plaats | Resultaat      |
| ---- | ------ | -------------- |
| 2014 | Sotsji | 32e Slopestyle |

### Wereldkampioenschappen
| Jaar | Plaats        | Resultaten     |
| ---- | ------------- | -------------- |
| 2017 | Sierra Nevada | 29e Slopestyle |

### Wereldbeker
Eindklasseringen
| Seizoen   | Algm | BA  | SS  |
| --------- | ---- | --- | --- |
| 2013/2014 | 110e | –   | 25e |
| 2014/2015 | 74e  | –   | 5e  |
| 2015/2016 | 96e  | –   | 18e |
| 2016/2017 | 36e  | 8e  | 36e |
| 2017/2018 | 173e | –   | 34e |
| 2018/2019 | 256e | –   | 59e |
| 2019/2020 | 214e | 38e | 41e |